# Son Hwa-yeon
Son Hwa-yeon (손화연?; 15 marzo 1997) è una calciatrice sudcoreana, centrocampista o attaccante dello Hyundai Red Angels e della nazionale sudcoreana.

## Carriera

### Club
Dopo aver giocato per la squadra di calcio femminile dell'Università della Corea, il 27 dicembre 2017 Son è stata draftata al secondo posto assoluto nel Draft della WK League 2018 dal Changnyeong. Il 23 aprile 2018, ha debuttato nella sconfitta in trasferta per 1-0 con il Suwon UDC. Il 30 aprile 2018, ha segnato il suo primo gol nella sconfitta in casa per 4-2 contro lo Hyundai Red Angels.

### Nazionale
Son inizia ad essere convocata dalla Federcalcio sudcoreana nel 2013, inserita inizialmente nella formazione Under-17.
Nel 2015 è in rosa con la Under-19 che disputa il campionato asiatico di Cina 2015, dove sigla 4 reti, due doppiette a Iran, 13-0 nella fase a gironi, e Cina, 4-0 nella finale per il terzo posto, aiutando la Corea del Sud a conquistare il gradino più basso del podio, ottenendo così l'accesso con una formazione Under-20 al Mondiale di Papua Nuova Guinea 2016.
L'anno successivo arriva anche la prima convocazione in nazionale maggiore, nella quale debutta il 4 giugno 2016 nella vittoria per 5-0 sulla Birmania siglando in quell'occasione anche la sua prima doppietta.
Il 3 luglio 2017 è stata inserita in rosa nella squadra per il torneo femminile di calcio alla XXIX Universiade di Taipei, andando a segno tre volte nel torneo.